# Scientometrics
Scientometrics — журнал, издаваемый экспертами в области наукометрии (англ. Scientometrics). Выпускается непрерывно с 1978 года. В настоящее время издаётся совместно Akadémiai Kiadó и Springer Science+Business Media (ISSN 0138-9130). 
Содержание доступно по ссылке: Scientometrics — Journal Contents on SpringerLink (англ.)